# ناوشي ناكامورا
ناوشي ناكامورا (باليابانية: 中村 直志) (27 يناير 1979 في فوناباشي في اليابان – )؛ هو لاعب كرة قدم ياباني سابق كان يلعب كلاعب وسط. سبق له أن لعب مع منتخب اليابان.

## وصلات خارجية
- ناوشي ناكامورا على موقع رابطة كرة القدم اليابانية للمحترفين (اليابانية)
- ناوشي ناكامورا على موقع قاعدة بيانات كرة القدم.إي يو (الإنجليزية)
- ناوشي ناكامورا على موقع ناشيونال فوتبول تيمز (الإنجليزية)
- ناوشي ناكامورا على موقع Soccerway.com (الإنجليزية)
- ناوشي ناكامورا على موقع عالم كرة القدم.نت (الإنجليزية)

- National Football Teams
- Japan National Football Team Database